# Torus Games
Torus Games — австралийская компания по разработке видеоигр, основанная Биллом Макинтошем в 1994 году. Компания располагалась в Бэйсуотере, штат Виктория. Управляющим директором являлся Билл Макинтош, компания представляла собой семейный бизнес. Torus разработала более 145 проектов. Компания известна преимущественно созданием семейных приключенческих игр на основе популярных франшиз.

## История
Первой разработкой Torus стала игра для платформ Game Boy и Game Gear по мотивам фильма «Звёздные врата», изданная Acclaim Entertainment в 1994 году.
Компания использовала единый масштабируемый кроссплатформенный игровой движок. Движок Torus функционировал на консолях, портативных устройствах (включая те, что не поддерживали вычисления с плавающей запятой) и мобильных телефонах. Унифицированный конвейер ресурсов позволял выпускать игры с общей кодовой базой для всех аппаратных платформ. В зависимости от типа проекта Torus Games также применяла движки Unreal и Unity.
В 2015 году Torus Games получила награду «Разработчик года Disney» за работу над образовательной инициативой Disney Imagicademy. В том же году компания выпустила свою первую оригинальную игру для iOS и Android — Crystal Crusade, за которой в 2016 году последовали Flipper Fox и Heidi Price and the Orient Express.
В конце 2010-х годов компания сотрудничала с Университетом Монаша в разработке образовательного инструмента для детей с пониженной концентрацией внимания. Проект TALI имел потенциал стать средством скрининга, что открывало возможности более раннего когнитивного обучения для детей с трудностями в учёбе.
В марте 2024 года сообщалось, что компания «фактически прекратила существование», так как в разработке не было проектов и не осталось сотрудников, за исключением Макинтоша.